# Mauro Sarmiento
Mauro Sarmiento, född 10 augusti 1983 i byn Casoria i provinsen Neapel, Italien, är en italiensk taekwondoutövare.
Han representerade Italien i taekwondo vid olympiska sommarspelen 2008, där han vann silvermedalj genom att slå amerikanen Steven López i kvartsfinalerna.